# الشجرة (درعا)
الشجرة بلدة وناحية سوريّة إداريّة تتبع محافظة درعا. تقع ناحية الشجرة على مثلث الحدود الأردنية السورية الفلسطينية كما يقع فيها واحد من أكبر الوديان في جنوب سوريا ويسمى وادي اليرموك وتطل أيضاً على بحيرت طبريا وتتمتع بمناظرها في فصل الربيع حيث إنها منطقه زراعية خصبة بالإضافة سد الوحدة المشترك مع المملكة الأردنية حيث يعد من أهم الموارد المائية للطرفين (السوري-الأردني) من كونه يوفر مياه الري للمحاصيل الزراعيه كل ما سبق جعل منها وجهة للزوار والرحلات في فصل الربيع. بلغ عدد سكان الناحية 34206 نسمة حسب تعداد عام 2004. وتبعد عن مدينة دمشق 135كم.

## التاريخ
تقع بلدة «الشجرة» إلى الغرب من مدينة «درعا» وهي مركز ناحية يتبع لها عدد من القرى الصغيرة ويقع «وادي اليرموك» في الجهة الجنوبية للبلدة، وسبب تسمية بلدة «الشجرة» بحسب روايات كبار السن من أهل البلدة إلى وجود شجرة عملاقة كانت تقف في وسط البلدة نسبت إليها المنطقة التي بنيت فيها، وكان يقال سابقاً شجرة ابن مذيب. وتتسم بلدة «الشجرة» بهوائها العليل ومناخها اللطيف الرطب وخاصة في الشتاء. يعمل معظم سكان البلدة في الزراعة وتربية المواشي،
كما أنها تحوي عدداً من المعالم الأثرية وأهمها الجامع القديم الذي يقع في وسط البلدة ويعتقد أنه كنيسة من العصور الوسطى [بحاجة لمصدر]، ويعود بتاريخه إلى العهد العثماني في القرن الثامن عشر الميلادي، فيما يعود السكن الحديث للبلدة إلى القرن الثامن عشر أيضاً بعد مجيء الهجرات من شبه الجزيرة العربية، قد عثر على لوحة فسيفسائية من العصر البيزنطي.